# 佐賀県の市町村章一覧
佐賀県の市町村章一覧（さがけんのしちょうそんしょういちらん）は、佐賀県内の市町村に制定されている、あるいは制定されていた市町村章の一覧である。なお、一覧の順序は全国地方公共団体コード順による。廃止された市町村章は廃止日から順に掲載している。

## 市部
| 市       | 市章 | 由来                                                 | 制定日        | 備考                                                        |
| -------- | ---- | ---------------------------------------------------- | ------------- | ----------------------------------------------------------- |
| 佐賀市   |      | 「S」を図案化したもの                                | 2006年4月1日  | 色は青色と緑色が指定されている 4代目の市章である            |
| 唐津市   |      | 「唐」を図案化したもの                               | 2005年9月27日 | 旧・唐津市制時の1933年5月15日に制定され、新制後に継承される |
| 鳥栖市   |      | 「とす」を組み合わせたもの                           | 1954年6月6日  |                                                             |
| 多久市   |      | 「多久」を表したもの                                 | 1954年5月5日  | 市旗は別デザインである                                      |
| 伊万里市 |      | 「イマリ」を図案化したもの                           | 1954年5月31日 |                                                             |
| 武雄市   |      | 「た」を図案化したもの                               | 2006年3月1日  | 旧制施行後の1955年3月22日に制定し、新制施行後に継承される   |
| 鹿島市   |      | 「か」を図案化したもの                               | 1954年8月25日 |                                                             |
| 小城市   |      | 「小」を基本にしたもの                               | 2006年3月5日  | 色は橙色・青色・緑色が指定されている                        |
| 嬉野市   |      | 「う」を基本に、嬉野温泉の湯気と茶の葉を意図したもの | 2006年1月1日  | 一部は塩田町章を継承したもの                                |
| 神埼市   |      | 「か」と活気に満ちた神埼市民を図案化したもの         | 2006年3月20日 | 色は緑色・青色・赤色が指定されている                        |

## 町村部
| 郡       | 町村       | 町村章 | 由来                                         | 制定日         | 備考                                                   |
| -------- | ---------- | ------ | -------------------------------------------- | -------------- | ------------------------------------------------------ |
| 神埼郡   | 吉野ヶ里町 |        | 「よ」を図案化したもの                       | 2006年11月13日 | 色は青色・緑色・赤色が指定されている                   |
| 三養基郡 | 基山町     |        | 「キ」を鳥の形に図案化したもの               | 1968年10月1日  |                                                        |
| 三養基郡 | 上峰町     |        | 「カ」は一個、「ミカ」は三個書きで表している | 1973年3月23日  | 上峰村章として制定されていたのを町制施行後に継承される |
| 三養基郡 | みやき町   |        | 「み」を楕円形に図案化したもの               | 2006年3月1日   | 色は緑色・青色が指定されている                         |
| 東松浦郡 | 玄海町     |        | 「玄」を配し、周辺には「カイ」で囲んだもの   | 1983年5月7日   |                                                        |
| 西松浦郡 | 有田町     |        | 「有」を、はばたく鳥の形に図案化したもの     | 2006年3月1日   | 色は青色・赤色・緑色が指定されている 2代目の町章である |
| 杵島郡   | 大町町     |        | 「大マチ」を図案化したもの                   | 1960年10月28日 |                                                        |
| 杵島郡   | 江北町     |        | 「コ」を円形に図案化したもの                 | 1972年5月21日  |                                                        |
| 杵島郡   | 白石町     |        | 「し」と「ろ」を図案化したもの               | 2005年1月1日   | 2代目の町章である 色は赤色と青色が指定されている       |
| 藤津郡   | 太良町     |        | 「タ」を図案化したもの                       | 1960年11月16日 |                                                        |

## 廃止された市町村章
| 市郡     | 町村     | 市町村章 | 由来 | 制定日         | 廃止日        | 備考                                                      |
| -------- | -------- | -------- | --- | -------------- | ------------- | --------------------------------------------------------- |
| 佐賀市   |          |          | 肥前の戦国大名であった龍造寺氏の家紋である「十二日足紋」の中央に佐賀市の「市」を配したもの                                     | 1889年4月1日   | 不明          | 初代の市章である                                          |
| 佐賀市   |          |          | 不明 | 不明           | 1955年4月1日  | 2代目の市章である                                         |
| 佐賀郡   | 諸富町   |          | 不明 | 1956年7月9日   | 1979年2月13日 | 初代の町章である                                          |
| 東松浦郡 | 浜玉町   |          | 「ハ」を図案化し、ミカンを象ったもの                                                                                           | 1971年7月1日   | 2005年1月1日  |                                                           |
| 東松浦郡 | 厳木町   |          | 真ん中の尖がりは「杉」・全体は「き」・外の円は「和」を表したもの                                                               | 1965年11月1日  | 2005年1月1日  |                                                           |
| 東松浦郡 | 相知町   |          | 「相」を円形に図案化したもの                                                                                                   | 1955年9月      | 2005年1月1日  |                                                           |
| 東松浦郡 | 北波多村 |          | 「北」を翼の形に図案化したもの                                                                                                 | 1972年12月     | 2005年1月1日  |                                                           |
| 東松浦郡 | 肥前町   |          | 「ヒ」を鳩の形に図案化したもの                                                                                                 | 1967年12月1日  | 2005年1月1日  |                                                           |
| 東松浦郡 | 鎮西町   |          | 「チン西」を組み合わせて図案化したもの                                                                                         | 1956年9月      | 2005年1月1日  |                                                           |
| 東松浦郡 | 呼子町   |          | 「よぶこ」を図案化し、外側は四つの「フ」・中央は「コ」を象徴したもの                                                           | 不明           | 2005年1月1日  | 1970年6月20日発行の「町報 よぶこ」の1ページには載っていた |
| 杵島郡   | 白石町   |          | 「白石（中央）」を図案化し、波調美で表したもの                                                                                 | 1971年10月     | 2005年1月1日  | 初代の町章である 色は紺色と赤色が指定されている           |
| 杵島郡   | 福富町   |          | 九つの「フ」と三つの「ト」を円形に「福富」として図案化したもの                                                                 | 1967年4月1日   | 2005年1月1日  |                                                           |
| 杵島郡   | 有明町   |          | 「ア」を図案化したもの | 1972年12月25日 | 2005年1月1日  |                                                           |
| 小城郡   | 芦刈町   |          | 鳥屏風を抽象化し、「刈」を表し、「芦」を配している                                                                             | 1967年4月1日   | 2005年3月1日  |                                                           |
| 小城郡   | 牛津町   |          | 「ウシ（「シ」は翼状）」を組み合わせて図案化したもの                                                                           | 1968年10月     | 2005年3月1日  |                                                           |
| 小城郡   | 小城町   |          | 「小」を図案化したもの | 1958年1月      | 2005年3月1日  |                                                           |
| 小城郡   | 三日月町 |          | 全体は「三日月」を図案化し、左右対称にし、両社が弧によって安定したもの                                                         | 1968年10月     | 2005年3月1日  | 三日月村章として制定され、町制施行後に継承された          |
| 三養基郡 | 中原町   |          | 「な」で円の部分を強調しているもの                                                                                             | 1978年6月20日  | 2005年3月1日  |                                                           |
| 三養基郡 | 北茂安町 |          | 「き」を円形に図案化したもの                                                                                                   | 1965年4月27日  | 2005年3月1日  |                                                           |
| 三養基郡 | 三根町   |          | 「み」を円形に図案化したもの                                                                                                   | 1961年4月1日   | 2005年3月1日  | 三根村章として制定され、町制施行後に継承された            |
| 佐賀市   |          |          | 「さが」を図案化したもの | 1954年6月15日  | 2005年10月1日 | 3代目の市章である                                         |
| 佐賀郡   | 富士町   |          | 中央の三つの山によって「ふ」とし､二本の線は嘉瀬川を現わし、円は､「し」としたもの                                               | 1957年11月10日 | 2005年10月1日 | 富士村章として制定されていたものを町制施行後に継承された  |
| 佐賀郡   | 大和町   |          | 二つの三角形の組み合わせによって「大」を表わし、上辺の中央・両端の鋭角の部分・三つの輪は「和」かつ嘉瀬川（川上川）を表したもの | 1965年4月21日  | 2005年10月1日 |                                                           |
| 佐賀郡   | 諸富町   |          | 「M」を図案化し、上の2つの円は東川副村・新北村の合併を表したもの                                                               | 1979年2月13日  | 2005年10月1日 | 2代目の町章である                                         |
| 神埼郡   | 三瀬村   |          | 村由来の三つの瀬（初瀬川・鳴瀬川・高瀬川）と、三瀬盆地に住む「人」を図案化したもの                                             | 1976年7月10日  | 2005年10月1日 |                                                           |
| 東松浦郡 | 七山村   |          | 「七山」を図案化したもの | 1999年12月16日 | 2006年1月1日  | 制定前から使用されていた                                  |
| 藤津郡   | 嬉野町   |          | 「ウレシノ」に嬉野温泉・茶の実・茶壺を図案化したもの                                                                           | 1956年6月18日  | 2006年1月1日  |                                                           |
| 藤津郡   | 塩田町   |          | 「し」を図案化したもの | 1961年8月16日  | 2006年1月1日  |                                                           |
| 杵島郡   | 山内町   |          | 「山」を図案化し、中央の円は太陽を意味したもの                                                                                 | 1968年11月11日 | 2006年3月1日  |                                                           |
| 杵島郡   | 北方町   |          | 「北」を図案化したもの | 未制定         | 2006年3月1日  | 慣例として使用されていた                                  |
| 神埼郡   | 三田川町 |          | 「ミタ川」を分解し、横三本が「ミ・川」・中央が「タ」である                                                                     | 1970年4月1日   | 2006年3月1日  |                                                           |
| 神埼郡   | 東脊振村 |          | 東に因み「ヒガ四」を意味しかつ石動・大曲・松隈・三津の四つの大字と「ヒ」を四つ描いたもの                                       | 1911年2月20日  | 2006年3月1日  |                                                           |
| 西松浦郡 | 有田町   |          | 「有」と有田焼の焼き物の窯を図案化したもの                                                                                     | 1955年12月12日 | 2006年3月1日  | 初代の町章である                                          |
| 西松浦郡 | 西有田町 |          | 「西」を左右の羽に象ったもの                                                                                                   | 1965年4月1日   | 2006年3月1日  |                                                           |
| 神埼郡   | 神埼町   |          | 「カ」を円と直線に図案化し、中央の直線は国道34号を表したもの                                                                   | 1968年9月21日  | 2006年3月20日 |                                                           |
| 神埼郡   | 千代田町 |          | 「ち」を力強く表したもの | 1967年9月2日   | 2006年3月20日 |                                                           |
| 神埼郡   | 脊振村   |          | 日本茶の葉を輪郭に、中心に茶の実を配し、図案化したもの                                                                         | 1911年1月7日   | 2006年3月20日 |                                                           |
| 佐賀郡   | 川副町   |          | 「カ」を円形に図案化したもの                                                                                                   | 1970年2月      | 2007年10月1日 |                                                           |
| 佐賀郡   | 東与賀町 |          | 「ひ」の字を左右対称に図案化したもの                                                                                           | 1975年9月11日  | 2007年10月1日 |                                                           |
| 佐賀郡   | 久保田町 |          | 佐賀平野の中心部にある当町の期待を若芽で象徴したもの                                                                           | 1967年4月1日   | 2007年10月1日 |                                                           |

### 書籍
- 小学館辞典編集部 編『図典 日本の市町村章』（初版第1刷）小学館、2007年1月10日。ISBN 4095263113。
- 近藤春夫『都市の紋章 : 一名・自治体の徽章』行水社、1915年。NDLJP:955061
- 中川幸也『シリーズ人間とシンボル第2号「都市の旗と紋章」』中川ケミカル、1987年10月11日。
- 丹羽基二『日本の市章 （西日本）』保育社、1984年5月5日。
- 望月政治『都章道章府章県章市章のすべて』日本出版貿易株式会社、1973年7月7日。
- NHK情報ネットワーク『NHKふるさとデータブック9 [九州 1]』日本放送協会、1992年5月1日。

### 自治体書籍
- 諸富町史編纂事務局『諸富町史』佐賀県佐賀郡諸富町史編纂委員会。
- 諸富町役場『諸富町例規集』佐賀県佐賀郡諸富町。
- 大和町役場『大和町例規集』佐賀県佐賀郡大和町。
- 東与賀町役場『東与賀町例規集』佐賀県佐賀郡東与賀町。